# Ташкапур
Ташкапур (дарг. ЦIунрегIе, Хъярт, Тяшкапур) — село в Левашинском районе Дагестана. Входит в состав сельского поселения «Сельсовет Хаджалмахинский».

## Этимология
Изначально на месте нынешнего села была два аула — ЦIунрегIе и Хъярт. Село Хъярт жители соседних сёл называли Къаркъала гуми — в переводе с даргинского — Каменный мост, из-за природного моста, который образует тесно сдвинувшиеся стены ущелья, по которому протекает Казикумухское Койсу. Впоследствии русскими военными в 1860 году в селе Хъярт строится каменный мост через реку. В это время ЦIунрегIе и Хъярт уже стали одним целым и село стали обозначать по мосту. Кумыки на своём языке так же называли село Ташкапур — «Каменный мост» (таш - «камень», кёпюр - «мост»). Официальным названием села стал кумыкский вариант из-за тесных связей русских с кумыками, от которых они усваивали многие названия.

## География
Село расположено на р. Ташкапурхерк, в 17 км к западу от районного центра Леваши.

## Население
| 1895  | 1926 | 1939 | 1970 | 1989  | 2002  | 2010  |
| ----- | ---- | ---- | ---- | ----- | ----- | ----- |
| 494   | ↗533 | ↗640 | ↗759 | ↗1018 | ↗1440 | ↘1419 |
| 2021  |      |      |      |       |       |       |
| ↗1914 |      |      |      |       |       |       |

## Улицы
Улицы села:
- Школьная

## Известные уроженцы
- Абдурахманов, Зульпукар Зульпукарович[16] — участник Великой Отечественной войны. Герой Советского Союза.